# DN2C
De DN2C (Drum Național 2C of Nationale weg 2C) is een weg in Roemenië. Hij loopt van Costești bij Buzău via Pogoanele naar Slobozia. De weg is 85 kilometer lang.